# Obóz janowski
Obóz janowski (oficjalnie Der SS- und Polizeiführer im Distrikt Galizien Zwangsarbeitslager in Lemberg, Zwangsarbeitslager für Juden, ZALfJ) – niemiecki nazistowski obóz funkcjonujący w czasie II wojny światowej, od listopada 1941 roku do lipca 1944 roku, przy ul. Janowskiej 132/134 we Lwowie.
Obóz utworzono, aby zapewnić niewolniczą siłę roboczą dla należącej do SS spółki Deutsche Ausrüstungswerke (DAW). Pozostając formalnie obozem pracy, szybko zaczął odgrywać kluczową rolę w procesie eksterminacji Żydów w dystrykcie Galicja. Dla mieszkańców getta lwowskiego oraz dla Żydów z innych miejscowości był obozem przejściowym, w którym umieszczano ich i poddawano „selekcji” przed deportacją do obozów zagłady. W pobliskim wąwozie, zwanym Piaskami, odbywały się masowe egzekucje. Spośród więźniów sformowano specjalne komando, którego zadaniem było zacieranie śladów niemieckich zbrodni. W samym obozie panowały fatalne warunki bytowe i sanitarne, a więźniowie byli nieustannie narażeni na bestialstwo strażników.
19 listopada 1943 roku niemal wszyscy żydowscy więźniowie zostali zamordowani. Z początkiem następnego roku obóz wznowił działalność, jednakże liczba jego więźniów była odtąd znacznie mniejsza, a ponadto dominowali wśród nich Polacy i Ukraińcy. Jednocześnie przekształcono go w podobóz obozu koncentracyjnego na Majdanku. Ostateczna likwidacja obozu janowskiego nastąpiła w lipcu 1944 roku, na krótko przed zajęciem Lwowa przez Armię Czerwoną.
Obóz janowski był największym niemieckim nazistowskim obozem funkcjonującym na terytorium Ukrainy w jej obecnych granicach. Szacuje się, że mogło przezeń przejść nawet do 200 tys. Żydów. Liczba ofiar zamordowanych na terenie obozu lub na pobliskich Piaskach mogła natomiast sięgnąć 80 tys.

## Geneza

### Lwowska filia DAW
17 lipca 1941 roku, niespełna miesiąc po rozpoczęciu niemieckiej inwazji na ZSRR, dowódca SS i policji w dystrykcie lubelskim SS-Brigadeführer Odilo Globocnik został mianowany „pełnomocnikiem Reichsführera-SS dla zorganizowania wysuniętych posterunków SS i policji na nowym obszarze wschodnim” (niem. Der Beauftragte für die Errichtung der SS- und Polizeistützpunkte im neuem Ostraum). „Wysunięte posterunki" miały być umocnionymi strażnicami, obsadzonymi załogą policyjną, umożliwiającymi z jednej strony kontrolę nowo okupowanych terenów ZSRR oraz stanowiącymi bazy wypadowe dla grup operacyjnych SS i Schutzpolizei, z drugiej zaś miały zapoczątkować esesowską kolonizację „Wschodu”. Niedługo później z Lublina do różnych miast na okupowanych terenach wschodnich wysłano niewielkie zespoły, których zadaniem było przygotowanie podwalin pod przyszłe bazy i ośrodki gospodarcze SS. Do Lwowa oddelegowano SS-Untersturmführera Wolfganga Mohwinkela. Oficer ten pełnił dotychczas funkcję zastępcy kierownika lubelskiej filii Niemieckich Zakładów Zaopatrzenia (Deutsche Ausrüstungswerke, DAW). Była to spółka należąca do SS, zajmująca się przede wszystkim szyciem i naprawą mundurów oraz produkcją mebli. Na szeroką skalę korzystała z pracy przymusowej.
Zadaniem Mohwinkela było utworzenie filii DAW we Lwowie. Jako obstawę Globocnik przydzielił mu około 6–10 żołnierzy Waffen-SS – byłych kłusowników z jednostki Wilddiebkommando Oranienburg, którą dowodził Oskar Dirlewanger. Mohwinkel przebywał jednak we Lwowie stosunkowo krótko. Pod koniec listopada 1941 roku powrócił do Lublina, by z dniem 1 grudnia objąć stanowisko szefa tamtejszej filii DAW. Kluczową rolę w procesie tworzenia lwowskiej filii przedsiębiorstwa odegrał natomiast SS-Untersturmführer Fritz Gebauer. Oficer ten przybył do Lwowa 1 sierpnia 1941 roku, a kierownictwo nad miejscowymi zakładami DAW sprawował formalnie od 1 grudnia tegoż roku.
Za radą przewodniczącego zarządu miasta Lwowa Jurija Polanśkiego Niemcy postanowili zorganizować warsztaty DAW na terenie fabryki maszyn młyńskich „Towarzystwo Budowlane TBM”. Zakład ten znajdował się w północno-zachodniej części miasta, przy ul. Janowskiej 132/134 (obecnie ul. Tarasa Szewczenki), którą w czasie niemieckiej okupacji przemianowano na Weststrasse. Pierwotnie należał do żydowskiego przedsiębiorcy A. Steinhausa; w czasie pierwszej okupacji sowieckiej został znacjonalizowany. SS przejęło zakład 27 lipca 1941 roku. Wkrótce stało się jasne, że teren, na którym rozmieszczono warsztaty DAW, nie sprzyja prowadzeniu działalności produkcyjnej. Okazał się natomiast idealny dla celów niemieckiej polityki eksterminacyjnej.
Początki lwowskiej filii DAW były skromne, gdyż przedsiębiorstwo rozpoczęło działalność, dysponując terenem o powierzchni nieco ponad 16 hektarów. Znajdowała się tam tylko jedna hala produkcyjna oraz kilka warsztatów (ślusarski, elektryczny, hydrauliczny, tokarski, stolarski). Brakowało baraków mieszkalnych i budynków administracyjnych. Chcąc je zbudować, Gebauer był zmuszony wysłać żydowskich robotników do innych części miasta, by tam „pozyskiwali” materiały budowlane w gmachach użyteczności publicznej. Nie był też w stanie zapewnić wyżywienia robotnikom, stąd musiał się zwrócić do lwowskiego Judenratu o przygotowanie dla nich paczek żywnościowych.
Początkowo DAW zatrudniał nie więcej jak 50–60 żydowskich pracowników. Wielu zgłosiło się do pracy dobrowolnie, licząc, że zapewni im ona bezpieczeństwo przed niemieckimi represjami. Początkowo rzemieślnicy i robotnicy przebywali na terenie zakładów tylko w godzinach pracy, a po jej zakończeniu mogli wrócić do swych mieszkań we Lwowie. Z czasem ich liczba zaczęła rosnąć. Coraz częściej do grona pracowników dołączały osoby schwytane w ulicznych łapankach lub wyznaczone przez lwowski Judenrat. Pod koniec października 1941 roku wszystkich pracowników skoszarowano na terenie zakładów. 1 listopada nad bramą wejściową zawieszono tablicę z napisem Der SS- und Polizeiführer im Distrikt Galizien Zwangsarbeitslager in Lemberg. Dzień ten jest uznawany przez niektórych historyków za datę utworzenia obozu janowskiego. Niedługo później teren DAW otoczono ogrodzeniem z drutu kolczastego, a także wzniesiono pierwszą wieżyczkę strażniczą.
We wrześniu 1941 roku DAW zatrudniał około 350 robotników. Z rejestrów lwowskiego Judenratu wynika natomiast, że w grudniu tegoż roku pracowało tam 554 Żydów, z czego tylko dziewięciu pochodziło spoza Lwowa. Do czasu zakończenia budowy baraków więźniowie nocowali w stodole.

### Utworzenie ZALfJ
W listopadzie 1941 roku zastępcą Gebauera został SS-Untersturmführer Gustav Willhaus. Ten ambitny oficer nie chciał się zadowolić stosunkowo skromnym stanowiskiem, stąd korzystając ze swoich koneksji w sztabie dowódcy SS i policji w dystrykcie Galicja, zdołał szybko uniezależnić się od dotychczasowego zwierzchnika. Jego zabiegom sprzyjał zresztą fakt, że SS-Brigadeführer Fritz Katzmann z niechęcią tolerował sytuację, w której w dystrykcie funkcjonowała niezależna od niego agenda SS w postaci DAW.
1 marca 1942 roku Willhaus objął stanowisko komendanta nowego obozu pracy, który choć przylegał bezpośrednio do zakładów DAW, był od nich całkowicie niezależny. Co więcej, jego zadania wkrótce zaczęły dalece wykraczać poza zapewnianie niewolniczej siły roboczej dla DAW. Kierowany przez Willhausa obóz był znany odtąd jako Zwangsarbeitslager für Juden („obóz pracy przymusowej dla Żydów”, w skrócie ZALfJ) lub Zwangsarbeitslager – Janowska („obóz pracy przymusowej – Janowska”).
Willhaus przejął kontrolę nad wszystkimi żydowskimi robotnikami, którzy dotąd „należeli” do Gebauera. Zostali oni przeniesieni na teren ZALfJ. Waitman Wade Beorn podaje, że proces ten nastąpił „szybko”. Z kolei według Dietera Pohla przejmowanie przez Willhausa kontroli nad więźniami było procesem stopniowym, stąd aż do końca 1942 roku większość przymusowych robotników DAW miała stale przebywać w obrębie zakładów.
W marcu 1942 roku w getcie lwowskim odbyła się pierwsza akcja deportacyjna, w której wyniku co najmniej 10 tys. Żydów wywieziono do obozu śmierci w Bełżcu. Jednocześnie kilkuset mieszkańców getta zostało osadzonych w obozie przy ul. Janowskiej. W kwietniu więziono tam już ponad 2 tys. osób. Wkrótce do ZALfJ zaczęły być także kierowane transporty z innych miejscowości. 6 maja przywieziono około 600 Żydów ze Stanisławowa. Pod koniec tegoż miesiąca przywieziono natomiast 450 Żydów z Sądowej Wiszni. Około 20 czerwca przybył transport z Przemyśla (1050 osób), a w lipcu – transport z Drohobycza. Wzrostowi liczby więźniów towarzyszyła pośpieszna rozbudowa obozu. Z powodu braku miejsca w barakach niektórzy więźniowie byli zmuszeni nocować pod gołym niebem.
10 sierpnia 1942 roku w lwowskim getcie rozpoczęła się tzw. wielka akcja. W ciągu niespełna dwóch tygodni Niemcy i ich ukraińscy kolaboranci zamordowali na miejscu blisko 2 tys. Żydów, a co najmniej 38–40 tys. wywieźli do Bełżca. „Wielka akcja” stała się przełomowym momentem w historii obozu janowskiego. Jego powierzchnię znacznie poszerzono, a liczba więźniów zaczęła gwałtownie rosnąć.

## Charakter i zadania obozu
W niektórych źródłach obóz janowski jest określany mianem obozu koncentracyjnego. Niemniej na żadnym etapie swej historii nie był on samodzielnym obozem koncentracyjnym, podlegającym Głównemu Urzędowi Gospodarczo-Administracyjnemu SS (SS-WVHA). Został włączony do systemu obozów koncentracyjnych w ostatnim okresie swego istnienia, już po wymordowaniu większości żydowskich więźniów, tj. w styczniu 1944 roku, gdy przekształcono go w filię obozu KL Lublin na Majdanku.
Niektórzy historycy stoją na stanowisku, że funkcja i zadania obozu janowskiego ulegały stopniowej ewolucji. Utworzony jako obóz pracy, po rozpoczęciu „Einsatz Reinhardt” miał się przekształcić w obóz przejściowy i obóz koncentracyjny, by ostatecznie w 1943 roku stać się ośrodkiem eksterminacji. Adam Redzik podaje, że „obóz, jego cele, liczba więźniów oraz skala morderstw ewoluowały z typu obozu pracy w kierunku obozu zagłady”. Dieter Pohl również jest zdania, że obóz janowski początkowo nie różnił się wiele od innych obozów pracy zorganizowanych przez Niemców w dystrykcie Galicja. Dopiero w sierpniu 1942 roku, wraz z rozpoczęciem masowych deportacji ze Lwowa i innych miast do obozów zagłady, miał zacząć odgrywać rolę kluczowego ośrodka eksterminacji i pracy przymusowej w skali regionu.
Z takimi ocenami nie zgadza się Waitman Wade Beorn, który wskazuje, że w obozie często realizowano odmienne zadania w tym samym okresie. Sam obóz określa natomiast mianem „hybrydowego”. Wskazuje w tym kontekście, że ZALfJ:
- z formalnego punktu widzenia pełnił funkcję obozu pracy dla Żydów. Jego więźniowie stanowili niewolniczą siłę roboczą dla warsztatów DAW oraz dla innych niemieckich przedsiębiorstw i instytucji we Lwowie[29]. „Rezerwuarem” owej siły roboczej było natomiast getto lwowskie oraz getta w sąsiednich miejscowościach. Pod tym względem ZALfJ był do pewnego stopnia wzorowany na systemie obozów pracy, który został zorganizowany w Lublinie przez Odilo Globocnika[30]. Pełnił także rolę miejsca odosobnienia dla nie-Żydów, najczęściej aresztowanych przez władze niemieckie pod rozmaitymi zarzutami kryminalnymi[21].
- pełnił funkcję obozu przejściowego („punktu tranzytowego”) dla Żydów ze Lwowa i okolicznych miejscowości przed deportacją do obozów zagłady w Bełżcu i Sobiborze[21].
- pełnił funkcję miejsca eksterminacji[21]. W jego bezpośrednim sąsiedztwie znajdowały się bowiem tzw. Piaski – niewielki wąwóz, w którym Niemcy rozstrzeliwali Żydów[31]. Masowe i indywidualne egzekucje odbywały się tam przez cały okres istnienia obozu, aczkolwiek ich największe nasilenie odnotowywano zazwyczaj podczas „akcji” deportacyjnych i likwidacyjnych, które Niemcy przeprowadzali w getcie lwowskim. Jednocześnie obóz w pewnym sensie służył jako centrum szkoleniowe oraz punkt wypadowy dla funkcjonariuszy SS, którzy uczestniczyli w likwidacji innych gett i obozów pracy w dystrykcie Galicja. Odgrywał wreszcie kluczową rolę w procesie zacierania śladów niemieckich zbrodni, gdyż to spośród jego więźniów sformowano Sonderkommando 1005, które w latach 1943–1944 wydobywało i paliło zwłoki w miejscach masowych mordów na terenie Lwowa i całego dystryktu[32].

## Topografia
Obóz janowski wraz z przylegającą doń filią DAW zajmował obszar o powierzchni 24 hektarów. Był otoczony ogrodzeniem z drutu kolczastego, przy którym stało kilka wieżyczek strażniczych z reflektorami. Ogrodzenie z drutu kolczastego oddzielało także teren DAW od obozu właściwego (ZALfJ). W ogrodzeniu tym znajdowała się jedna brama. Zarówno ZALfJ, jak i DAW miały osobne bramy frontowe. Dodatkowo w tylnej części ZALfJ, przy obniżeniu terenu, znajdowała się furtka, która prowadziła bezpośrednio do miejsca straceń na Piaskach. Przy ul. Janowskiej postawiono tablice, które pod groźbą zastrzelenia na miejscu ostrzegały przed podejmowaniem prób obserwacji obozu.
ZALfJ był podzielony na dwie strefy: zewnętrzną i wewnętrzną. Do tej pierwszej można było wejść przez wspomnianą bramę frontową. Była ona zbudowana z betonu. W wydrążeniach jej filarów znajdowały się niewielkie „bunkry”, w których umieszczano więźniów oskarżonych o rozmaite przewinienia dyscyplinarne. W obrębie strefy zewnętrznej znajdowały się stajnie i warsztaty. Później powstał tam również niewielki podobóz kobiecy.
Strefa wewnętrzna była oddzielona od strefy zewnętrznej ogrodzeniem z drutu kolczastego, w którym znajdowała się jedna brama. W obrębie tej strefy mieściły się więźniarskie baraki, kuchnia, latryny oraz plac apelowy. Więźniarskie baraki miały 30–40 metrów długości oraz 10 metrów szerokości. Było ich trzynaście.
W centralnej części obozu znajdowały się kwatery mieszkalne dla esesmanów i wachmanów, w tym willa z tarasem i ogródkiem, w której mieszkał komendant z rodziną. Główna ulica obozowa była wybrukowana macewami, które Niemcy zabrali z pobliskiego cmentarza żydowskiego.
Nieopodal bramy prowadzącej do strefy wewnętrznej ZALfJ, na lewo od wieżyczki strażniczej, znajdowała się specjalna strefa ogrodzona drutem kolczastym. Przetrzymywano tam osoby, które miały zostać zabrane na egzekucję na Piaskach. Strefa ta służyła jednocześnie jako punkt etapowy dla Żydów ze Lwowa i deportowanych z innych miast. Po pewnym czasie byli oni zabierani na stację kolejową w Kleparowie, a stamtąd wywożeni do obozów zagłady.
Na terenie DAW znajdowały się warsztaty oraz budynki administracyjne. Część niemieckiego personelu (esesmańskiego i cywilnego) mieszkała tam na stałe, inni w domach położonych w pobliżu obozu.

## Załoga

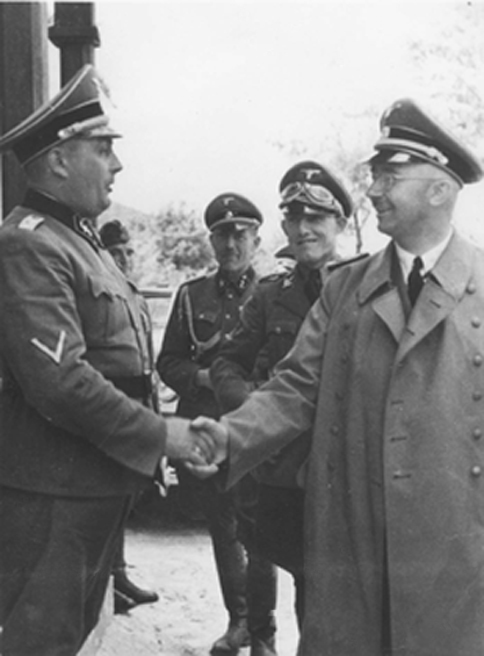
Komendant Friedrich Warzok (z lewej) wita wizytujących obóz Heinricha Himmlera i Fritza Katzmanna

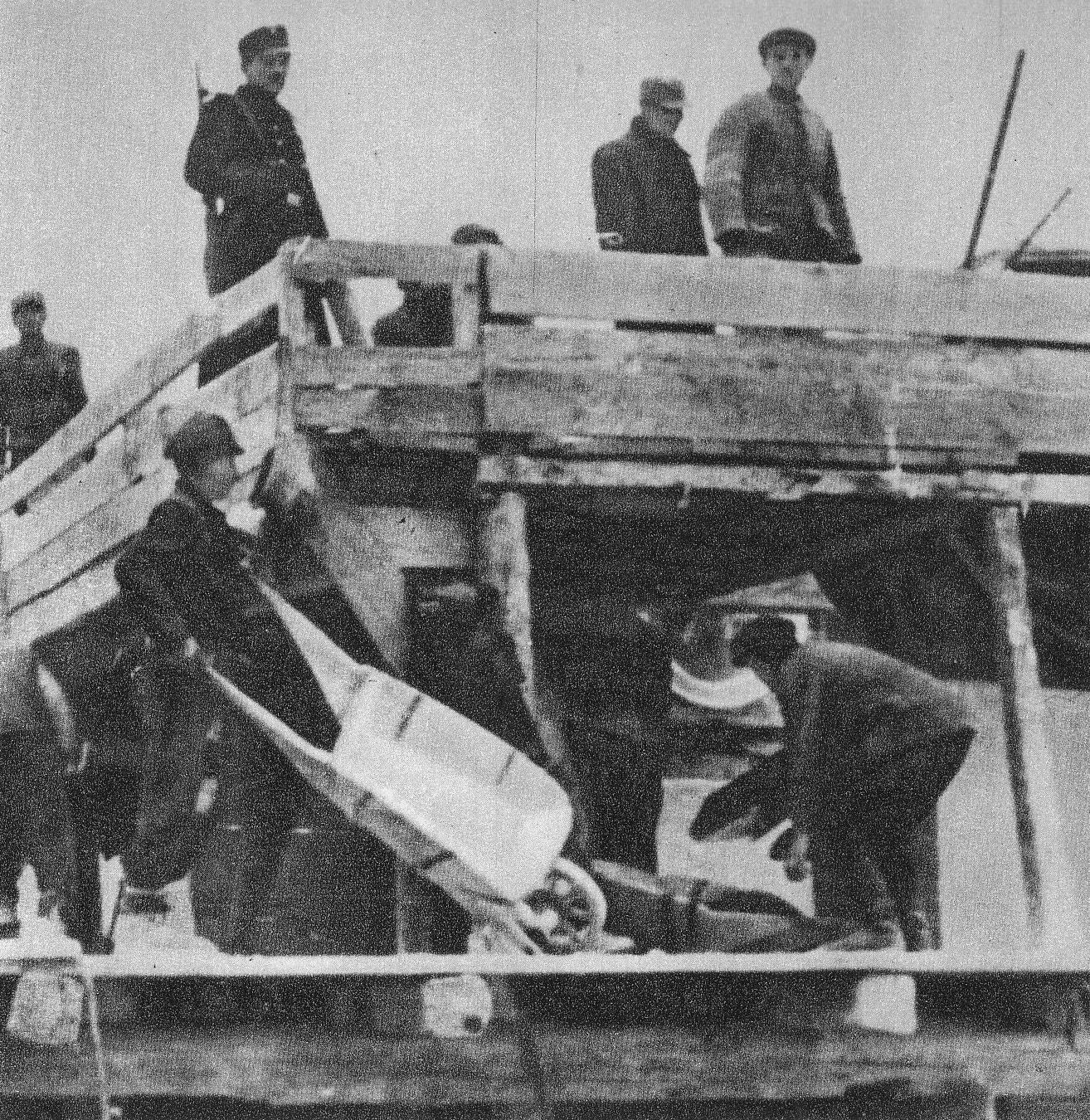
Więźniowie obozu janowskiego pracujący pod nadzorem wachmana

Pod względem formalno-organizacyjnym obóz janowski podlegał dowódcy SS i policji w dystrykcie galicyjskim SS-Brigadeführerowi Fritzowi Katzmannowi.
Pierwszym komendantem ZALfJ był SS-Untersturmführer Gustav Willhaus. Sprawował tę funkcję przez 16 miesięcy, tj. od marca 1942 roku do lipca 1943 roku. Z zawodu mechanik, cieszył się opinią „ulicznego awanturnika” i funkcjonalnego analfabety. W momencie, gdy objął stanowisko komendanta, w obozie „zaczęło się prawdziwe piekło”, a brutalne mordy i wymyślne tortury stały się codziennością. Willhaus mieszkał w obozie razem z żoną Liesel i trzyletnią córką Heike. Według relacji świadków obie czerpały dużą przyjemność z obserwowania, jak Willhaus dla „rozrywki” strzela do Żydów z tarasu swej wilii. Żona komendanta również miała w zwyczaju strzelać do więźniów ze swego pistoletu.
Filią DAW we Lwowie, organicznie związaną z obozem janowskim, kierował SS-Untersturmführer Fritz Gebauer. Więźniów traktował z ogromną brutalnością, aczkolwiek istnieją też relacje mówiące, że „w kontaktach interpersonalnych wydawał się przyjemny”. Od czasu, gdy Willhaus doprowadził do utworzenia odrębnego od DAW obozu pracy, obu oficerów dzielił głęboki konflikt. Współpracowali ze sobą bardzo niechętnie, nieustannie popadając w spory kompetencyjne, rywalizując o robotników i materiały, a zarazem starając się na różne sposoby zaszkodzić konkurentowi. Ich wzajemna wrogość była oczywista nawet dla żydowskich więźniów. Nierzadko miała zresztą dla nich tragiczne konsekwencje, gdyż obaj esesmani przy różnych okazjach mordowali więźniów „należących” do konkurenta.
Zastępcami Willhausa byli SS-Untersturmführer Richard Rokita i SS-Hauptscharführer Adolf Kolonko. Obaj zasłynęli w obozie z wyjątkowej brutalności.
W lipcu 1943 roku komendantem ZALfJ został SS-Hauptsturmführer Friedrich Warzok, uprzednio członek sztabu Katzmanna oraz komendant sieci obozów pracy w powiecie złoczowskim. Wraz z jego przybyciem nieco zelżał terror stosowany przez strażników względem więźniów. Warzok pełnił stanowisko komendanta do końca funkcjonowania obozu janowskiego.
Na etapie tworzenia filii DAW nadzór nad żydowskimi robotnikami sprawowali esesmani z jednostki Oskara Dirlewangera, którzy przybyli z Lublina wraz z Wolfgangiem Mohwinkelem. Stosunkowo szybko zostali jednak wycofani ze Lwowa. W ich miejsce pod koniec 1941 roku, a według innych źródeł w czerwcu 1942 roku, przybyło około 25 członków Waffen-SS. Zaledwie kilku podoficerów miało jednak status obywateli III Rzeszy. Pozostali byli młodymi rekrutami, volksdeutschami zwerbowanymi w państwach Europy Południowo-Wschodniej (Węgry, Jugosławia). Niektórzy zamieszkali na terenie obozu wraz z rodzinami. Większość niemieckiego personelu dała się poznać jako sadyści i bezwzględni mordercy.
W styczniu 1942 roku do służby w obozie janowskim oddelegowano grupę strażników z formacji SS-Wachmannschaften. Było ich około 20–30; więźniowie nazywali ich „askarysami”. Wraz z nimi do ZALfJ przybył wspomniany Richard Rokita, który był dotąd ich instruktorem w obozie szkoleniowym SS w Trawnikach. „Askarysi” strzegli przede wszystkim zewnętrznych granic obozu. Więźniów zazwyczaj traktowali z wielką brutalnością. Odnotowano także przypadki dezercji wachmanów z obozu.
Latem 1943 roku do ZALfJ zaczęto kierować personel SS z obozów pracy dla Żydów w dystrykcie Galicja, które w tym czasie ulegały stopniowej likwidacji. W konsekwencji liczebność niemieckiej załogi wzrosła do około 60–80 osób.
W filii DAW podległej Gebauerowi było zatrudnionych 21 niemieckich oraz 55 polskich pracowników. Liczba strażników nie przekraczała natomiast kilku osób. Cywilni pracownicy – zazwyczaj technicy i handlowcy – nierzadko traktowali więźniów z równym okrucieństwem, co esesmani i wachmani w ZALfJ. Zjawisko to najprawdopodobniej nie dotyczyło wyłącznie pracowników niemieckich. W DAW był zatrudniony m.in. handlowiec Kazimierz Boni, z pochodzenia Polak. Po ucieczce Niemców został zatrzymany przez NKWD, a w jego mieszkaniu znaleziono liczne przedmioty odebrane Żydom, w tym trzynaście złotych zębów.
W utrzymywaniu dyscypliny pomagała Niemcom i wachmanom tzw. policja obozowa (Lagerpolizei), złożona z żydowskich więźniów. W obozie istniała także kategoria więźniów funkcyjnych, spośród których najwyższym rangą był Oberkapo Orland.

## Liczba i narodowość więźniów
Liczba więźniów przebywających jednorazowo w obozie janowskim nie była stała. Beorn podaje, że prawdopodobnie wahała się między 8 tys. a 18 tys. Z kolei Pohl podaje, że w czerwcu 1942 roku na terenie DAW i ZALfJ przebywało około 500–600 więźniów. Od lata 1942 roku ich średnia liczba miała się utrzymywać na poziomie około tysiąca, czasem dwóch, by w 1943 roku wzrosnąć do kilku tysięcy. Prawdopodobnie najwięcej więźniów przebywało w obozie w marcu 1943 roku. Z informacji zawartych w notatce statystycznej urzędu niemieckiego starosty Lwowa wynika, że stan liczebny obozu na dzień 1 marca wynosił 15 tys. więźniów. Wkrótce ich liczba zaczęła jednak spadać, by w październiku 1943 roku, na krótko przed likwidacją obozu, sięgnąć około 4–5 tys.
W marcu 1943 roku w obozie janowskim zorganizowano oddział kobiecy. Pierwszymi więźniarkami były Żydówki z Żółkwi, w liczbie około siedemdziesięciu, które zatrudniono w nowo założonej trykociarni. Więźniarki były ściśle odizolowane od więźniów obozu męskiego. Jesienią 1943 roku ich liczba wzrosła do 550.
Zdecydowaną większość więźniów stanowili Żydzi. W obozie janowskim byli jednak przetrzymywani także więźniowie innej narodowości. Redzik sugeruje, że osadzano ich przy Janowskiej przede wszystkim w pierwszym okresie istnienia obozu. Z ustaleń Pohla wynika natomiast, że w lipcu 1943 roku w ZALfJ przebywało 225 więźniów pochodzenia nieżydowskiego. Beorn podaje, że były to zazwyczaj osoby skazane za przestępstwa kryminalne. Prawdopodobnie kategorię tę należałoby jednak traktować szeroko z uwagi na informacje o osadzaniu w obozie „aryjczyków złapanych w łapankach”, ulicznych żebraków, a także ukraińskich rolników, którzy nie dostarczyli obowiązkowych kontyngentów. Więźniowie ci byli izolowani od więźniów pochodzenia żydowskiego. Mieszkali w osobnych barakach oraz byli znakowani – Polacy czerwonymi opaskami, a Ukraińcy niebieskimi. O ile Żydów osadzano w obozie bezterminowo, o tyle więźniowie innej narodowości po odbyciu zasądzonych wyroków, zazwyczaj w wymiarze od 3 do 6 miesięcy, byli zwalniani do domów. Sporadycznie nieżydowskich więźniów wywożono z obozu janowskiego do obozu koncentracyjnego na Majdanku.
Wśród więźniów i ofiar obozu janowskiego byli m.in.: Maurycy Allerhand, Janina Altman, Marek Izydor Bauer, Adolf Beck, Michał Maksymilian Borwicz, Samuel Drix, Artur Hermelin, Dawid Kahane, Fryderyk Kleinman, Leopold Münzer, Edward Steinberger, Emanuel Szlechter, Maurycy Szymel, Leon Weliczker i Szymon Wiesenthal.

## Przymusowa praca

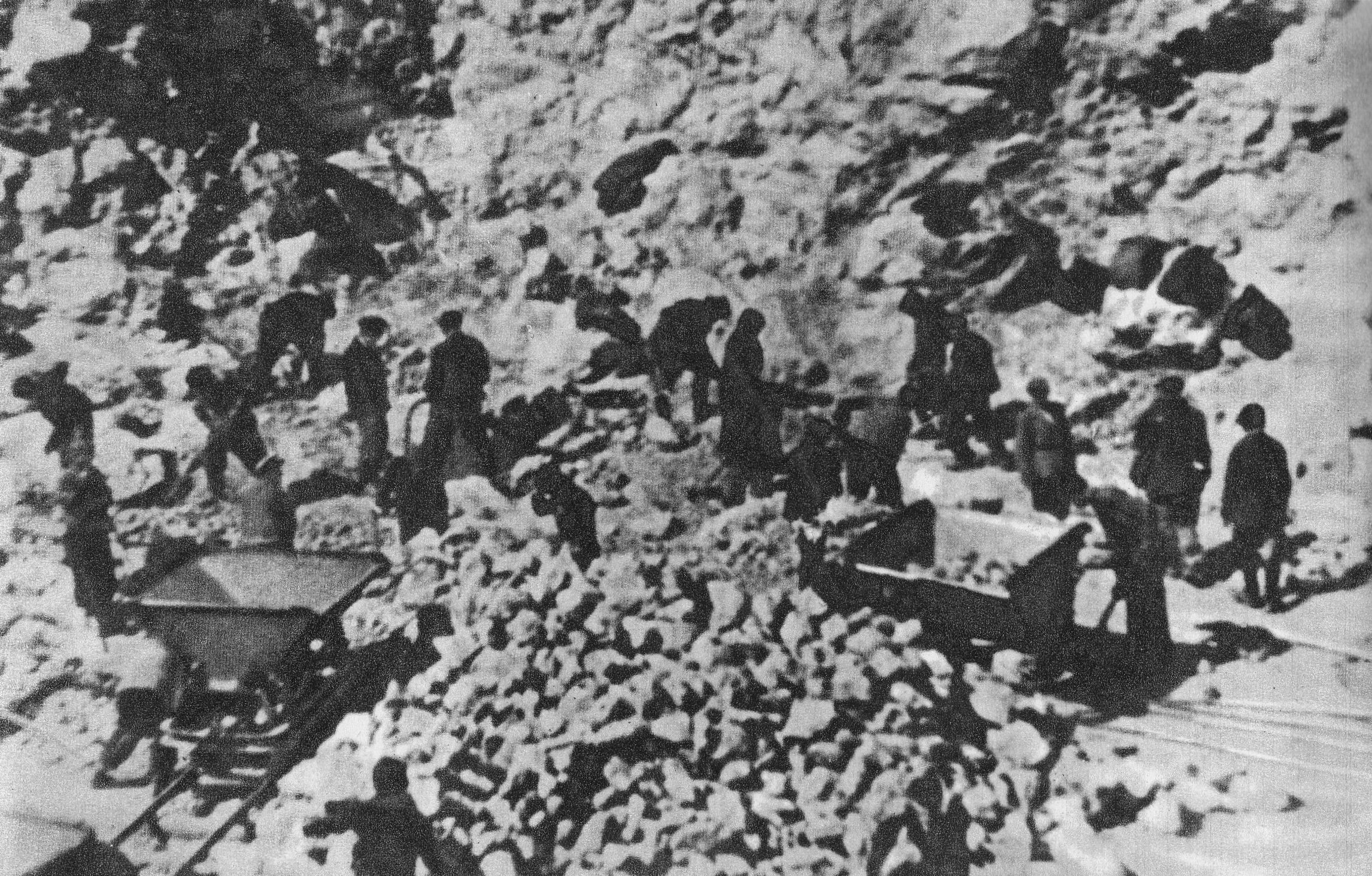
Więźniowie obozu janowskiego przy pracy

Jednym z głównych obszarów działalności lwowskiego DAW była produkcja materiałów budowlanych, w tym zwłaszcza drewnianych desek. Równie ważną rolę odgrywała produkcja tekstyliów. W obu wypadkach klientami były niemieckie wojsko i administracja. W DAW naprawiano również pojazdy mechaniczne. W tym zakresie klientem przedsiębiorstwa była przede wszystkim stacjonująca w pobliżu jednostka transportowa Wehrmachtu (Heereskraftfahrzeugspark 547).
Początkowo na terenie DAW znajdowały się dwa warsztaty: stolarski i samochodowy. Z czasem spółka zaczęła jednak rozszerzać działalność, stąd powstały kuźnia, ślusarnia, tokarnia, warsztaty: szewski, krawiecki i kuśnierski, trykociarnia, drukarnia oraz szklarnia. W DAW zatrudniano zarówno więźniów–fachowców, jak i robotników niewykwalifikowanych (tzw. czarnych). Położenie tych ostatnich było szczególnie ciężkie, gdyż nie mieli możliwości zorganizowania sobie dodatkowej żywności, a ponieważ zazwyczaj pracowali pod gołym niebem byli w większym stopniu narażeni na bicie i szykany strażników.
Po pewnym czasie DAW stał się jednak wyłącznie „dodatkiem” do obozu janowskiego. Na terenie ZALfJ powstały osobne warsztaty, które do pewnego stopnia dublowały działalność DAW i stanowiły dla nich konkurencję. Więźniowie byli także „wynajmowani” do prac poza obozem. Z ich niewolniczej pracy korzystały m.in.: spółka odzieżowa Schwarz, Generalna Dyrekcja Kolei Wschodniej (Ostbahn), jednostki wojskowe we Lwowie czy przedsiębiorstwa zajmujące się pozyskiwaniem złomu żelaznego i innych surowców. Co najmniej jedno komando zabierano do prac polowych poza Lwowem. Ponadto pewna liczba więźniów, zatrudnionych w tzw. brygadach lagrowych, wykonywała różne prace na rzecz obozu i jego załogi.
Zazwyczaj więźniowie starali się uzyskać przydział do komand pracujących poza obozem, gdyż dawało to szansę na zakup dodatkowej żywności. Niektóre z komand zewnętrznych – zwłaszcza komando Ostbahn pracujące na kolei oraz komando „ZELA 19”, wykonujące prace na rzecz niemieckiego przedsiębiorstwa prywatnego obsługującego Heereskraftfahrzeugspark 547, cieszyły się jednak bardzo złą sławą ze względu na ciężkie warunki pracy oraz brutalne traktowanie, któremu poddawano ich członków.
Na czele każdego komanda stał więzień-brygadzista. Dzień roboczy trwał od 10 do 12 godzin. Po upływie oficjalnych godzin pracy esesmani zmuszali Żydów do wykonywania dodatkowych robót, zazwyczaj wyczerpujących, poniżających, często pozbawionych sensu ekonomicznego. Najczęściej polegały one na przenoszeniu materiałów budowlanych między stacją kolejową w Kleparowie a obozem. Czasami wymyślano także inne zadania. Jeden z ocalałych relacjonował, że pewnego dnia jego brygadzie roboczej rozkazano wrzucić do wykopanego dołu ścięte pniaki, a następnego dnia polecono wydobyć je z powrotem. Inny wspominał, że pewnego razu grupę więźniów zmuszono do opróżniania latryn, rozmyślnie wyznaczając do tej pracy przede wszystkim przedstawicieli żydowskiej inteligencji. Musieli oni stać w ekskrementach, które sięgały im do kolan.
Mimo że obóz janowski utworzono przede wszystkim z myślą o realizacji celów ekonomicznych, to w praktyce jego więźniów poddawano „wyniszczeniu przez pracę”. Sprzyjały temu zarówno bardzo trudne warunki pracy, jak i nieludzkie traktowanie ze strony strażników i cywilnych pracowników. Za ten stan rzeczy byli odpowiedzialni zarówno komendanci ZALfJ, jak i kierownictwo DAW.

## Warunki panujące w obozie

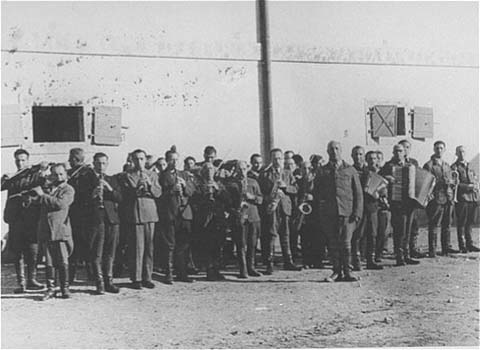
Członkowie obozowej orkiestry

Więźniowie mieszkali w drewnianych, nieogrzewanych barakach, pozbawionych infrastruktury sanitarnej. Ich prycze były pozbawione pościeli i koców. W pierwszych miesiącach baraki były zatłoczone do tego stopnia, że wieczorami niektórzy Żydzi woleli w nich pozostać, rezygnując z kolacji, by nie ryzykować, że zabraknie miejsca i będą zmuszeni spać pod gołym niebem.
Na dzienną rację składał się kawałek chleba o wadze 15–16 dkg, przy czym na skutek machinacji więźniów funkcyjnych często zdarzało się, że szeregowi więźniowie otrzymywali niespełna 10 dkg. Oprócz chleba wydawano także kawę zbożową na śniadanie oraz zupę na obiad. Ta ostatnia zazwyczaj była gotowana na bazie kapusty i była pozbawiona jakichkolwiek tłuszczów czy dodatków. Zdarzało się nawet, że więźniom wydawano zupę ugotowaną na bazie końskiej padliny lub przemarzniętych ziemniaków, na które esesmani oddawali wcześniej mocz. Więźniowie pracujący poza obozem mogli uzupełniać oficjalne racje, prowadząc pokątny handel z mieszkańcami Lwowa. Żywność kupowano zazwyczaj w zamian za odzież dostarczaną więźniom przez rodziny. Niektórzy więźniowie otrzymywali także paczki żywnościowe od najbliższych.
Przez pewien czas dodatkowe wyżywienie zapewniał lwowski Judenrat. Tylko w listopadzie i grudniu 1941 roku Rada wyasygnowała na ten cel kwotę 1936 złotych. W grudniu 1941 roku z inicjatywy inspektora Żydowskiej Służby Porzątkowej, Narcyzfelda, oraz przedstawicieli inteligencji żydowskiej, w getcie lwowskim zawiązał się Komitet Pomocy Aresztowanym w Obozach. Komitet dostarczał do obozu paczki żywnościowe, a nawet zdołał doprowadzić do zwolnienia niewielkiej liczby więźniów. Zazwyczaj wysyłana do obozu żywność była jednak defraudowana przez strażników. Ostatecznie w październiku 1942 roku wprowadzono zakaz dostarczania więźniom jakichkolwiek paczek. Wszyscy członkowie Komitetu Pomocy zostali zamordowani podczas „wielkiej akcji” w sierpniu 1942 roku.
Pobudkę ogłaszano o godzinie 5:00 rano, następnie wydawano śniadanie i dawano więźniom ograniczony czas na umycie się i załatwienie potrzeb naturalnych. O 6:30 odbywał się poranny apel, po którym więźniowie udawali się do pracy. Światło w barakach gaszono o 22:00. W czasie ciszy nocnej baraki pozostawały zamknięte, stąd więźniowie musieli załatwiać potrzeby naturalne w ich obrębie.
Umywalnie i latryny były nieliczne. W dodatku więźniom nie pozwalano używać mydła. Czasami zabierano ich do miejskich łaźni, jednakże nie przeprowadzano dezynfekcji odzieży. W konsekwencji szerzyła się wszawica. Złe warunki sanitarne sprzyjały występowaniu chorób zakaźnych. Od września do listopada 1942 roku w ZALfJ trwała epidemia tyfusu. Początkowo, dzięki zabiegom Judenratu i Komitetu Pomocy, kierownictwo obozu zgadzało się na zabieranie chorych do żydowskiego szpitala w getcie. Pod koniec września 1942 roku w obozie zorganizowano natomiast blok szpitalny. Dysponował on dwunastoma łóżkami, a jego kierownikiem był doktor Maksymilian Kurzrock (Kurcrok). Szpitalny personel nie miał jednak prawie żadnych lekarstw i wyposażenia. W październiku tego roku do każdej brygady roboczej przydzielono po jednym lekarzu. Medycy ci także nie dysponowali żadnymi środkami, a ich status nie różnił się niczym od statusu pozostałych więźniów (przejawiało się to m.in. faktem, że lekarze nie byli zwalniani od wykonywania prac fizycznych). Dwa razy w miesiącu esesmani przeprowadzali w szpitalu „selekcję”. W tych warunkach większość chorych więźniów umierała lub była mordowana przez Niemców ze względu na utratę zdolności do pracy.
Obóz janowski zyskał, wedle słów Dietera Schenka, sławę „najstraszniejszego obozu w Galicji”. Bicie więźniów, brutalne tortury i samowolne egzekucje były tam na porządku dziennym. Esesmani z obozowej załogi urządzali sadystyczne „zabawy”, na przykład zmuszając więźniów do trzymania monety, która służyła jako cel podczas „ćwiczeń strzeleckich”. Ponurą sławą cieszył się w szczególności jeden z bloków, w którym ofiary wieszano za przeguby rąk i nóg, by godzinami umierały w męczarniach na oczach innych więźniów i przypadkowych przechodniów. Do zestawu kar dyscyplinarnych należały ponadto chłosta, długotrwałe apele, czy krępowanie więźniów drutem kolczastym i pozostawianie ich w tym stanie nawet przez kilka dni. Więźniarki padały ofiarą różnych form przemocy seksualnej. W zimowe miesiące esesmani znęcali się nad więźniami, każąc im stać nago na mrozie lub trzymając ich w beczkach z lodowatą wodą. „Karę” tę stosował z upodobaniem zwłaszcza kierownik DAW Fritz Gebauer. Zdarzało się ponadto, że własnoręcznie dusił więźniów lub rozkazywał zakopać ich żywcem. Komendant Willhaus lubował się natomiast w strzelaniu do więźniów. W dniu urodzin Hitlera 20 kwietnia 1943 roku miał własnoręcznie zastrzelić 54 Żydów.
Gdy brygady robocze wyruszały do pracy, Willhaus i inni esesmani przeprowadzali „selekcję” starając się wyłowić więźniów chorych i wyczerpanych. W tym celu urządzano także „biegi próbne”, rozkazując więźniom biec między szpalerem esesmanów i „askarów”, którzy w tym czasie bili ich lub podkładali nogi. Żydzi, którzy upadli, biegli zbyt wolno lub w jakikolwiek sposób zwrócili na siebie uwagę oprawców, byli rozstrzeliwani na Piaskach. Według jednego z ocalałych więźniów „biegi próbne” były organizowane raz na trzy dni.
W przypadku ucieczek Niemcy stosowali zasadę odpowiedzialności zbiorowej, mordując od 10 do 20 więźniów z komanda, w którym pracował uciekinier. Zdarzało się nawet, że rozstrzeliwane były całe brygady robocze. Nocami w barakach przeprowadzano niespodziewane rewizje, poszukując ukrytych pieniędzy i kosztowności. Więźniowie, przy których esesmani znaleźli takie przedmioty, byli rozstrzeliwani.
Z inicjatywy Richarda Rokity zorganizowano obozową orkiestrę. Jej dyrygentem był Leon Striks. W jej składzie znalazło się także kilku innych popularnych przed wojną żydowskich muzyków (m.in. Jakub Mund, Edward Steinberger i Zygmunt Schatz). Na polecenie Rokity ten ostatni skomponował Tango śmierci, które grano, gdy grupy ofiar były wyprowadzane z obozu na Piaski. Orkiestra grała również, gdy więźniowie wychodzili do pracy, gdy po dniu roboczym powracali do obozu, a także gdy esesmani znęcali się nad swymi ofiarami.
W piśmie, które Bund przesłał w sierpniu 1942 roku Szmulowi Zygielbojmowi, podano, że w obozie janowskim ginęło dziennie około 15–30 więźniów. Jeszcze większą śmiertelność, sięgającą 50, a według niektórych źródeł nawet 100 zgonów dziennie, odnotowano we wrześniu – listopadzie 1942 roku, gdy w obozie szerzyła się epidemia tyfusu. O tym jak tragiczne warunki panowały przy Janowskiej świadczyć może fakt, że spośród 1050 Żydów, których około 20 czerwca 1942 roku przywieziono w transporcie z Przemyśla, pod koniec sierpnia pozostawała przy życiu już tylko jedna trzecia.

## Obóz janowski jako obóz przejściowy

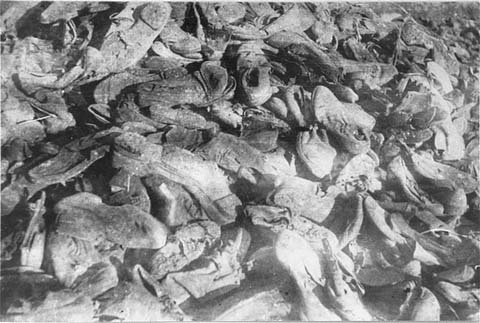
Buty należące do zamordowanych Żydów, odnalezione w obozowych magazynach przez sowiecką komisję śledczą

W latach 1942–1943 Niemcy przeprowadzili co najmniej 41 akcji deportacyjnych w gettach dystryktu Galicja, z czego co najmniej osiem w getcie lwowskim. Podczas tych akcji obóz janowski odgrywał rolę obozu przejściowego. Wybrano go w tym celu zarówno ze względu na dogodne położenie, jak i stałe zapotrzebowanie na niewolniczą siłę roboczą.
Doprowadzonych do obozu Żydów poddawano „selekcji”, starając się wyłowić osoby zdolne do pracy. „Selekcje” odbywały się w strefie zewnętrznej ZALfJ. Osoby uznane za niezdolne do pracy, przeznaczone do wywózki do obozów zagłady lub rozstrzelania na Piaskach, umieszczano na ogrodzonym fragmencie terenu, przy bramie prowadzącej do strefy wewnętrznej ZALfJ. Zamykano je również w innych ogrodzonych strefach na terenie obozu. Czasami ofiary musiały oczekiwać na transport lub egzekucję przez całą noc lub nawet kilka dni. W tym czasie nie otrzymywały wody i żywności, nie miały także jakiejkolwiek osłony przed warunkami atmosferycznymi. Ponadto bito je i rewidowano w poszukiwaniu kosztowności. Następnie były doprowadzane na pobliską stację kolejową w Kleparowie, skąd wywożono ich do obozów śmierci w Bełżcu i Sobiborze.
Przez obóz janowski w drodze do obozów zagłady przeszły dziesiątki tysięcy Żydów ze Lwowa i Galicji Wschodniej:
- po raz pierwszy obóz odegrał rolę obozu przejściowego w marcu 1942 roku, podczas pierwszej akcji deportacyjnej w getcie lwowskim. Do obozu zagłady w Bełżcu wywieziono wtedy od 10 tys.[18] do 15 tys.[72][97] Żydów. W czasie tej akcji „selekcję” przeprowadzano dwukrotnie, najpierw w szkole im. Jana Sobieskiego przy ul. Zamarstynowskiej, później w ZALfJ[72]. Kilkuset Żydów pozostawiono na Janowskiej[11]. Mniej więcej w tym samym czasie obóz odegrał rolę punktu zbornego dla Żydów, których deportowano z Żółkwi do Bełżca[72].
- w sierpniu 1942 roku, w trakcie tzw. wielkiej akcji, do Bełżca wywieziono od 38 tys.[98] do 50 tys.[92][99] lwowskich Żydów. Także w tym wypadku ofiary gromadzono najpierw w obozie janowskim, gdzie były poddawane „selekcji”[100][101][102]. Około 4 tys. Żydów pozostawiono na Janowskiej lub wysłano do innych obozów pracy[103].
- pod koniec września 1942 roku z getta lwowskiego deportowano kolejną grupę Żydów, w tym przede wszystkim osoby nieposiadające zaświadczeń o zatrudnieniu. Ofiarą tej akcji padło od 5 tys. do 7,5 tys. osób. Pewną liczbę Żydów osadzono w obozie janowskim, pozostałych wywieziono do Bełżca[104].
- w maju 1943 roku Niemcy rozpoczęli ostateczną likwidację getta we Lwowie[i]. Trwała ona do końca lipca tego roku. Obóz janowski po raz kolejny odegrał wtedy rolę obozu przejściowego. Zostało w nim osadzonych blisko 7 tys. mieszkańców getta. Tysiące „starych” więźniów rozstrzelano, by zrobić miejsce dla nowo przybyłych[105].
- w latach 1942–1943 do obozu janowskiego docierały transporty z innych miejscowości, m.in. z Bóbrki, Borysławia, Borszczowa, Buska, Czortkowa, Gródka Jagiellońskiego, Horodenki, Jaworowa, Lacka, Mościsk, Przemyślan, Połtawy, Płoskirowa, Przemyśla, Sambora, Stanisławowa, Stryja, Tarnopola, Tłumacza, Zbaraża i Żółkwi[92]. Żydów uznanych za zdolnych do pracy pozostawiano w ZALfJ lub wysyłano do innych obozów pracy, pozostałych wywieziono do obozów zagłady lub zamordowano na miejscu[96].

Rola ZALfJ jako obozu przejściowego przejawiała się także w fakcie, że niektórzy spośród „wyselekcjonowanych” w czasie deportacji Żydów byli z niego wywożeni do innych obozów pracy, w tym do obozów znajdujących się przy budowanej przez Niemców autostradzie Durchgangsstrasse IV. Z kolei w 1943 roku, gdy te obozy ulegały likwidacji, więźniów sprowadzano z powrotem na Janowską i tam mordowano.
W obozie janowskim gromadzono również, sortowano oraz dystrybuowano ubrania i przedmioty, które pozostały po deportowanych Żydach. Prawdopodobnie docierały tam transporty z odzieżą, którą odebrano ofiarom w Bełżcu. Na Janowską trafiała także odzież należąca do Żydów, których zamordowano we Lwowie i w innych miastach. Pożydowskie ubrania były dezynfekowane i naprawiane w szwalni i pralni, które nadzorował SS-Sturmann Peter Blum. Po wyparciu Niemców ze Lwowa w 1944 roku sowiecka komisja ds. zbrodni wojennych odnalazła w obozowych magazynach znaczną liczbę wózków dziecięcych, naczyń kuchennych, walizek, torebek i portfeli, a także 11 tys. par butów.

## Obóz janowski jako miejsce eksterminacji

### Egzekucje na Piaskach

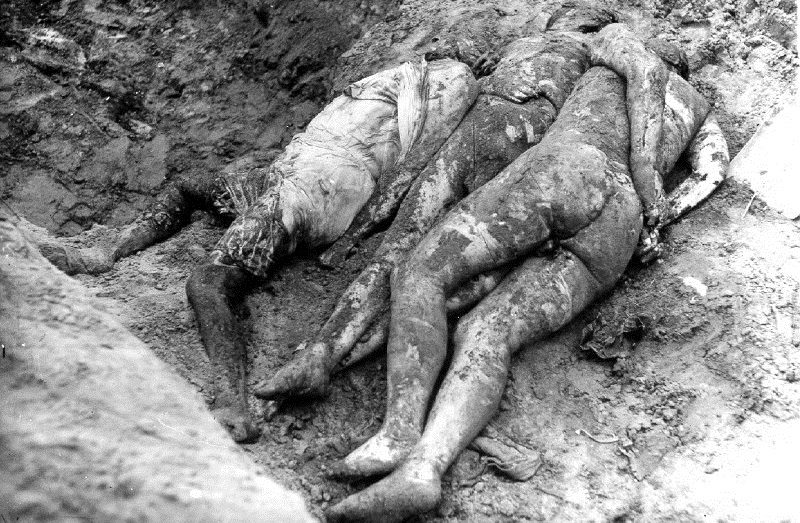
Szczątki ofiar ekshumowanych na Piaskach po zajęciu Lwowa przez Armię Czerwoną

Ze względu na swą lokalizację – na pagórkowatym, a zarazem piaszczystym terenie, poprzecinanym licznymi wąwozami – obóz janowski był z niemieckiego punktu widzenia bardzo dogodnym miejscem do przeprowadzania masowych egzekucji. Miejscem kaźni stały się przede wszystkim tzw. Piaski – niewielki wąwóz bezpośrednio sąsiadujący z obozem.
Jak wskazuje Beorn, egzekucje na Piaskach odbywały się z różną intensywnością przez cały okres istnienia obozu. Rozstrzeliwano tam Żydów ze Lwowa przywożonych w czasie kolejnych akcji deportacyjnych, w tym przede wszystkim osoby starsze lub chore – uznane za niezdolne do podróży pociągiem do Bełżca lub Sobiboru. Na Piaskach byli mordowani także więźniowie ZALfJ, których podczas licznych „selekcji” uznano za niezdolnych do pracy. Ginęli tam ponadto Żydzi przywożeni z innych galicyjskich gett i obozów pracy.
Jeden ze świadków zeznał, że pierwsze egzekucje na Piaskach odbyły się już 2 lipca 1941 roku, a więc trzy dni po wkroczeniu Niemców do Lwowa. Zamordowanych miało zostać wtedy około 500 Żydów, których przywieziono z aresztu przy ul. Pełczyńskiej. Jakub Honigsman podaje, że egzekucje na Piaskach odbywały się pod koniec grudnia 1941 roku, gdy w getcie lwowskim trwała akcja likwidacji bezrobotnych. Istnieją także relacje mówiące, że pod koniec maja 1942 roku na Piaskach rozstrzelano około 140 żydowskich dzieci z Kołomyi. Z kolei 26 czerwca 1942 roku, w czasie gdy obóz zagłady w Bełżcu przechodził reorganizację, na Piaskach rozstrzelano około 6–8 tys. Żydów ze Lwowa. Wśród ofiar znalazły się przede wszystkim osoby, które nie zarejestrowały się w Judenracie jako pracujący lub bezrobotni, a także członkowie ich rodzin, zazwyczaj kobiety, dzieci i starcy. Pewną liczbę lwowskich Żydów rozstrzelano także w obozie janowskim lub w jego sąsiedztwie podczas „wielkiej akcji” w sierpniu 1942 roku. Jedną z ofiar przeprowadzonych wtedy egzekucji był Maurycy Allerhand.
Począwszy od grudnia 1942 roku – tj. od momentu zamknięcia obozu w Bełżcu – ZALfJ i sąsiednie Piaski stały się głównym miejscem eksterminacji Żydów ze Lwowa i pobliskich miejscowości. W styczniu 1943 roku lwowskie getto formalnie uległo likwidacji, stając się tzw. obozem dla Żydów (niem. Judenlager – JULAG). Zabrano wtedy na Piaski i rozstrzelano około 10 tys. Żydów. W gronie ofiar znalazła się m.in. większość członków lwowskiego Judenratu. Z kolei w drugiej połowie marca tegoż roku – w ramach odwetu za śmierć esesmana, który został zasztyletowany przez żydowskiego więźnia w garażach urzędu dowódcy SS i policji – na Piaskach mogło zostać rozstrzelanych nawet do 1,5 tys. więźniów ZALfJ.
Kolejne masowe egzekucje odbyły się późną wiosną 1943 roku, gdy Niemcy przystąpili do ostatecznej likwidacji lwowskiego JULAG-u. Najpierw, pod koniec maja, wymordowano znaczną liczbę „starych” więźniów ZALfJ. Prawdopodobnie Niemcy chcieli w ten sposób zwolnić miejsce dla Żydów, którzy mieli zostać sprowadzeni z JULAG-u, a zarazem wypełnić rozkazy Heinricha Himmlera dotyczące zmniejszenia liczby żydowskich robotników przymusowych w Generalnym Gubernatorstwie. Ofiarą tych egzekucji padło prawdopodobnie około 5,5–6 tys. więźniów (inni autorzy piszą o 2 tys. ofiar). Niektóre komanda robocze zostały wtedy całkowicie zlikwidowane. 1 czerwca rozpoczęła się natomiast likwidacja JULAG-u, która potrwała do końca lipca. Spośród około 20 tys. Żydów, którzy przebywali jeszcze we Lwowie, blisko 3 tys. popełniło samobójstwo lub zginęło podczas desperackich prób oporu. 7 tys. osób osadzono w obozie janowskim. Około 10–12 tys. Żydów zabrano na Piaski i tam rozstrzelano.
Po likwidacji JULAG-u na Janowską zwożono i rozstrzeliwano Żydów, których złapano, gdy usiłowali ukryć się w rozmaitych kryjówkach lub wśród ludności nieżydowskiej. Według Filipa Friedmana bywały dnie, kiedy na Piaskach ginęło kilkadziesiąt, a nawet ponad sto takich osób.
Na Piaskach odbywały się także egzekucje ofiar innych narodowości. Między innymi rozstrzeliwano tam włoskich jeńców wojennych; według jednego ze świadków liczba ofiar mogła sięgnąć nawet 2 tys. Ponadto na Piaskach esesmani mieli zamordować „grupę więźniów politycznych z Połtawy”, a także Ukraińców i Polaków – pacjentów lwowskiego szpitala psychiatrycznego.
Przed egzekucją ofiary umieszczano na ogrodzonym fragmencie terenu nieopodal bramy prowadzącej do strefy wewnętrznej ZALfJ. Czasami zabierano je na Piaski zaraz po tym, jak komanda robocze udały się do pracy. Niekiedy jednak musiały oczekiwać na egzekucję przez kilka dni. W tym czasie nie otrzymywały wody i żywności, nie miały także jakiejkolwiek osłony przed warunkami atmosferycznymi. Na Piaskach ofiary zmuszano, by rozebrały się do naga, po czym rozstrzeliwano je nad masowymi grobami.
Szacuje się, że na Piaskach mogło zostać rozstrzelanych od 35 tys. do 80 tys. osób.

### Sonderkommando 1005

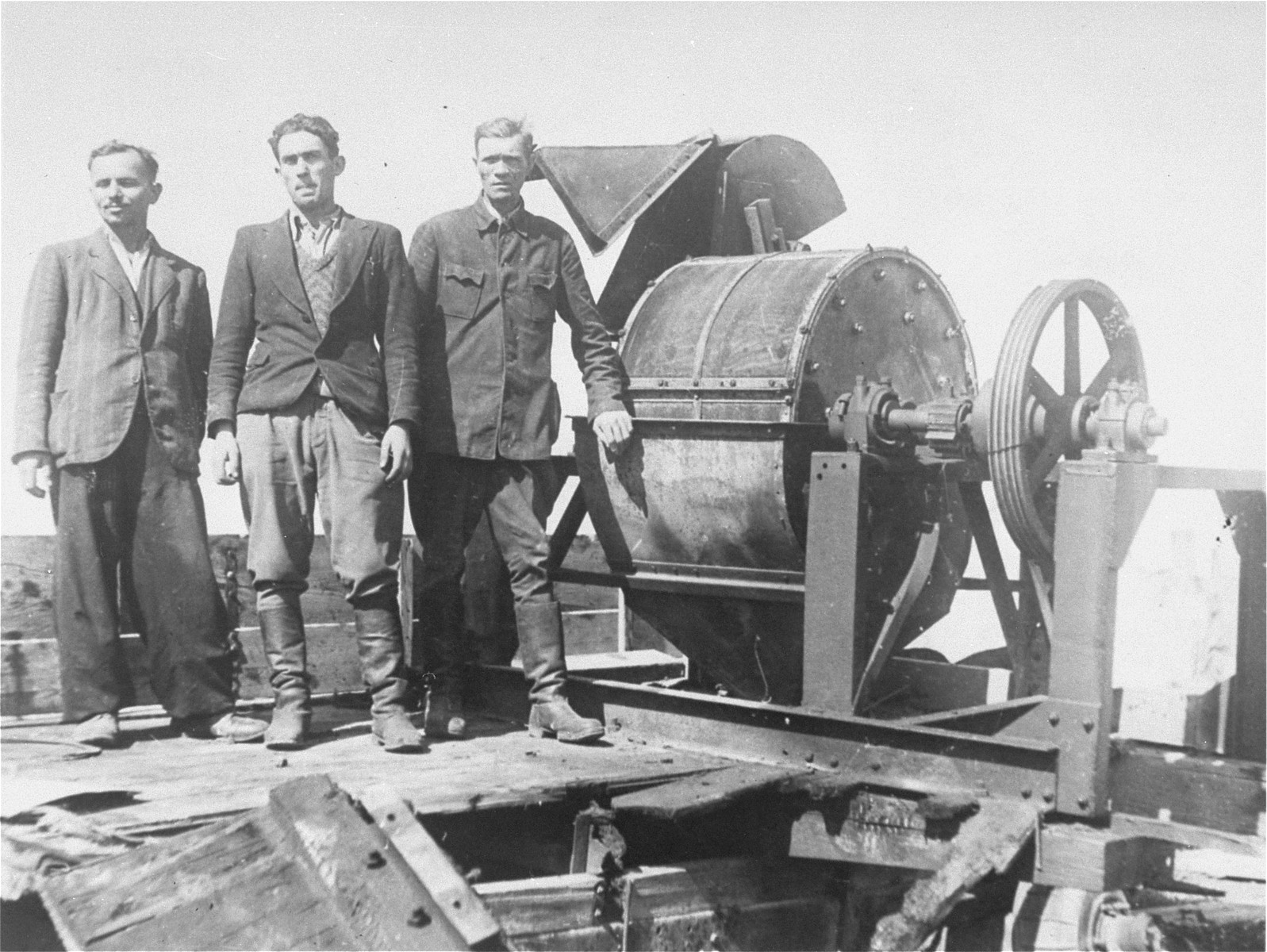
Więźniowie Sonderkommando 1005 przy młynie do mielenia kości

W połowie czerwca 1943 roku, w związku z pogarszającą się sytuacją militarną, Niemcy przystąpili do zacierania śladów masowych mordów, które popełnili we Lwowie i jego okolicach. W tym celu sformowano specjalne komando złożone z więźniów obozu janowskiego. Formalnie nosiło ono nazwę Sonderkommando 1005 (SK 1005), natomiast zatrudnieni w nim Żydzi określali je mianem „Brygady Śmierci”. Początkowo komando liczyło 42 więźniów. Później ich liczba wzrosła do 85, a następnie do 129. Na oberkapo Niemcy wyznaczyli więźnia nazwiskiem Herches. Przez pierwszy tydzień więźniowie SK 1005 mieszkali na terenie ZALfJ, w baraku pełniącym funkcję obozowego aresztu. Następnie zostali na stałe przeniesieni na Piaski. Mieszkali tam w ziemiance o wymiarach około 10 x 5,5 x 1,5 metra.
Sonderkommando nadzorowało około siedmiu funkcjonariuszy Sicherheitspolizei oddelegowanych z urzędu komendanta SD i policji bezpieczeństwa (KdS) w dystrykcie Galicja. Ich dowódcą był SS-Untersturmführer Walter Schallock, a funkcję jego zastępcy pełnił Johann Rauch. Gestapowcom przydzielono do pomocy około 80 niemieckich policjantów z 1. batalionu SS-Polizei Regiment 23, kwaterującego w Tarnopolu. Chcąc zachować swe działania w tajemnicy, Niemcy nie dopuścili do służby na Piaskach żadnego ukraińskiego kolaboranta. W lipcu 1943 roku niemiecki personel SK 1005 otrzymał szczegółowe instrukcje od SS-Standartenführera Paula Blobela – naczelnego kierownika akcji 1005, który w tym celu przyjechał na tydzień do Lwowa.
Przez trzy miesiące żydowscy więźniowie rozkopywali masowe groby na Piaskach, a następnie palili wydobyte z nich zwłoki. Początkowo ludzkie szczątki palono na wielkim stosie spaleniskowym, a później na specjalnej platformie wykonanej z grubych drewnianych bali, na której warstwy zwłok przekładano warstwami drewna. Sonderkommando było podzielone na mniejsze grupy robocze. Jedna rozkopywała groby, druga przenosiła ludzkie szczątki do miejsca, w którym były palone. Zwłoki – niekiedy znajdujące się w stanie zaawansowanego rozkładu – więźniowie musieli przenosić gołymi rękoma. Za ich upuszczenie wymierzano 25 uderzeń nahajką. Dopiero po pewnym czasie więźniów wyposażono w specjalne haki, które służyły do wyciągania zwłok z grobów, oraz nosze, służące do ich transportu. Jeden z Żydów, któremu Niemcy nadali przydomek Brandmeister („ogniomistrz”), odpowiadał za podtrzymywanie ognia. Inny, znany jako Zähler („rachmistrz”), musiał obliczać, a następnie raportować Schallockowi, ile zwłok zostało spalonych danego dnia. Grupa więźniów, znana jako Aschkolonne („komando popielne”), zajmowała się natomiast kruszeniem kości oraz przesiewaniem prochów w poszukiwaniu ukrytych kosztowności. Do rozdrabniania kości używano początkowo narzędzi ręcznych, później wykorzystywano specjalny młynek, który wyglądem przypominał betoniarkę. Każdego dnia SK 1005 wydobywało i paliło średnio 2 tys. zwłok.
Opróżnione groby dokładnie przeglądano w poszukiwaniu drobnych szczątków ludzkich, a następnie zasypywano, plantowano i obsiewano trawą. Więźniowie SK 1005 byli stosunkowo dobrze żywieni. Niemniej chorych i wyczerpanych mordowano. W przypadku prób ucieczki Niemcy rozstrzeliwali kilku członków grupy roboczej, w której pracował uciekinier. Zdarzały się przypadki samobójstw.
7 września 1943 roku SK 1005 zakończyło pracę przy paleniu zwłok na Piaskach. Więźniów przeniesiono wtedy do prowizorycznego obozu na wschodnich obrzeżach Lwowa, w Lesie Krzywczyckim nieopodal Lesienic. Mieszkali tam w namiotach. Komando pracowało odtąd przy zacieraniu śladów egzekucji, które odbywały się w tym miejscu do jesieni 1942 roku. Jednocześnie mniejsze grupy więźniów były wysyłane do pracy w innych miejscach straceń, znajdujących się na terenie lub w okolicach Lwowa. Między innymi w październiku 1943 roku SK 1005 wydobyło i spaliło zwłoki polskich profesorów, których Niemcy rozstrzelali i pogrzebali na Wzgórzach Wuleckich w lipcu 1941 roku. Więźniowie palili także zwłoki sowieckich jeńców wojennych z lwowskiego Stalagu 328. Tym co odróżniało lwowskie SK 1005 od innych tego typu komand, to fakt, że jego więźniowie nie zajmowali się wyłącznie zacieraniem śladów wcześniejszych niemieckich zbrodni, lecz na bieżąco palili zwłoki ofiar, które rozstrzeliwano na Piaskach lub w rejonie Lesienic. W czasie takich egzekucji ogłaszano „alarm lotniczy” i zamykano więźniów w namiotach, gdzie słyszeli odgłosy strzałów i krzyki ofiar. Esesmani i policjanci z SK 1005 nierzadko bezpośrednio uczestniczyli w tych egzekucjach.
Niektórzy więźniowie SK 1005, zdając sobie sprawę, że po zakończeniu pracy czeka ich śmierć, przygotowywali bunt. Ich liderem był oberkapo Herches. Konspiratorzy zamierzali niepostrzeżenie zabić pilnujących ich policjantów, odebrać im broń i mundury, a następnie uciec do lasu. Bunt rozpoczął się późnym wieczorem 19 listopada 1943 roku. Więźniowie zdołali zabić dwóch strażników, jednakże powstały przy tym hałas zaalarmował pozostałych Niemców. W czasie chaotycznej strzelaniny około 50 więźniów zdołało zbiec. Tylko dwunastu zdołało jednak uniknąć schwytania i doczekać końca okupacji. W związku z tą ucieczką czterech niemieckich policjantów stanęło przed Sądem SS i Policji pod zarzutem niedopełnienia obowiązków służbowych.
Pod koniec listopada 1943 roku Niemcy zorganizowali nowe Sonderkommando, którego zadaniem było zatarcie śladów po likwidacji obozu janowskiego. Zwłoki kilku tysięcy zamordowanych więźniów spalono w ciągu czterech tygodni. Następnie wszyscy zatrudnieni do tej pracy Żydzi zostali rozstrzelani. Po przerwie wymuszonej zimowymi mrozami Niemcy ponownie sformowali Sonderkommando, złożone tym razem z około 25 więźniów lwowskiego Gestapo. Od marca do przełomu kwietnia i maja 1944 roku pracowało ono przy ekshumacji i paleniu zwłok w rejonie Stanisławowa, a następnie w okolicach Drohobycza i Stryja. Po zakończeniu pracy niemal wszyscy więźniowie zostali zamordowani.

### „Uniwersytet zbirów”
Jedną z przyczyn, dla której obóz janowski odgrywał kluczową rolę w procesie eksterminacji Żydów w dystrykcie Galicja, był także fakt, iż pełnił on funkcję swoistego centrum szkoleniowego oraz kuźni esesmańskich kadr.
Wielu esesmanów, którzy służyli w obozie janowskim, zostało po pewnym czasie przeniesionych do innych obozów pracy w Galicji Wschodniej. Wykorzystywali tam doświadczenia zdobyte w ZALfJ, w tym powielali nieludzkie metody traktowania więźniów. Między innymi SS-Hauptscharführer Adolf Kolonko został przeniesiony z ZALfJ na stanowisko komendanta obozu pracy w Gródku Jagiellońskim, a SS-Untersturmführer Richard Rokita – na stanowisko komendanta obozu pracy w Tarnopolu. Częste były również wypadki, gdy esesmani z Janowskiej byli doraźnie odkomenderowywani do udziału w akcjach likwidacyjnych przeprowadzanych w różnych galicyjskich gettach i obozach. Wreszcie lwowskie Sonderkommando 1005 posłużyło za wzór dla podobnych jednostek specjalnych, które zacierały ślady niemieckich zbrodni w okupowanej Polsce. Świadkowie odnotowali, że funkcjonariusze SS oddelegowani do udziału w akcji 1005 co pewien czas przybywali na krótko do Lwowa, by obserwować „pracę” tamtejszego Sonderkommando.
W ocenie Beorna obóz janowski odgrywał rolę zbliżoną do „ośrodków eutanazji” akcji T4, które stały się rezerwuarem kadr dla obozów zagłady akcji „Reinhardt”. Rola ZALfJ jako kuźni esesmańskich kadr nie umknęła także uwadze więźniów i obserwatorów zewnętrznych. W powojennej literaturze obóz janowski był określany mianem „szkoły okrucieństwa”, „uniwersytetu bestialstwa”, czy „wyższej uczelni sadyzmu”. Michał Borwicz swe obozowe wspomnienia zatytułował Uniwersytet zbirów.

## Obozowa konspiracja
Mimo nieustannego terroru i tragicznych warunków bytowych w obozie janowskim istniały pewne formy więźniarskiej samopomocy. Przez pewien czas prowadzono także ograniczone życie kulturalne, w tym organizowano wieczory literackie i wieczory piosenki.
Prawdopodobnie na początku 1943 roku zawiązała się więźniarska konspiracja. W jej szeregach znaleźli się m.in. Michał Borwicz („Ilian”), Henryk Axer („Ryś”), Awram Warman („Bomek”), Bronisław Jakubowicz („Bronek”), Jerachmiel Grün i jego żona Helena, Dawid Frankej, P. Klejnman, A. Stenberg. Za cel postawili sobie zorganizowanie buntu i zbiorowej ucieczki. Konspiracja utrzymywała kontakty z Armią Krajową oraz z Radą Pomocy Żydom „Żegota”. Wywiadowi AK dostarczano informacje na temat sytuacji panującej w obozie oraz działalności zakładów DAW. Z obozu udało się przemycić pewną liczbę grypsów, fotografii, a nawet utworów literackich napisanych przez więźniów. Z kolei do ZALfJ dostarczono niewielką ilość broni oraz fałszywe dokumenty przygotowane przez komórkę legalizacyjną „Żegoty”. Konspiratorzy zlikwidowali ponadto kilku konfidentów, których Niemcy zwerbowali pośród więźniów.
Ostatecznie plany zbrojnego wystąpienia nie zostały zrealizowane. Być może był to efekt zdrady. Według niektórych źródeł obawa przed buntem więźniów mogła stać za decyzją Niemców o zlikwidowaniu ZALfJ w listopadzie 1943 roku. Zanim to jednak nastąpiło, Michał Borwicz z pomocą członków „Żegoty” zdołał jesienią tegoż roku zbiec z obozu. Umożliwiono także ucieczkę kilku jego współpracownikom.
Jesienią 1943 roku kolejny więzień ZALfJ zdołał uciec z obozu i przedostać się na drugą stronę frontu. Złożył następnie przed Żydowskim Komitetem Antyfaszystowskim szczegółową relację na temat obozu.

## Ostatnie miesiące działalności i likwidacja ZALfJ
W marcu 1943 roku liczba więźniów obozu janowskiego osiągnęła szczytowy poziom. Z niemieckich dokumentów wynika, że w ZALfJ przebywało wtedy 15 tys. Żydów. W tym samym miesiącu w obozie janowskim zorganizowano oddział kobiecy. Wkrótce potem znajdujące się przy Janowskiej warsztaty zostały przejęte przez należącą do SS firmę Ostindustrie GmbH (Osti).
W kolejnych miesiącach 1943 roku powierzchnia obozu i liczba więźniów ulegały jednak stopniowemu zmniejszeniu. W maju od 2 tys. do 6 tys. więźniów zostało rozstrzelanych na Piaskach, aby zwolnić miejsce dla nowych kontyngentów, które miały trafić do obozu w związku z likwidacją lwowskiego JULAG-u. Miesiąc później, na skutek napływu znacznej liczby Żydów ze Lwowa, liczba więźniów ZALfJ prawdopodobnie wzrosła do 8 tys., aczkolwiek wielu z nich zostało wkrótce zamordowanych na Piaskach. 1 lipca stanowisko komendanta objął SS-Hauptsturmführer Friedrich Warzok. Wraz z jego przybyciem nieco zelżał terror stosowany względem więźniów. Niemniej na Piaskach nadal odbywały się masowe egzekucje.
Latem i jesienią 1943 roku obóz janowski był największym, a zarazem jednym z ostatnich obozów pracy dla Żydów, które funkcjonowały w dystrykcie Galicja. W październiku, na krótko przed likwidacją, przebywało w nim około 4–5 tys. więźniów (według innych źródeł – 7 tys.).
Dieter Pohl jest przekonany, że wymordowanie więźniów ZALfJ było pokłosiem decyzji o likwidacji większości żydowskich robotników przymusowych w Generalnym Gubernatorstwie, którą Reichsführer-SS Heinrich Himmler podjął w październiku 1943 roku. Zwraca uwagę, że na początku listopada, jeszcze zanim nastąpiła masakra więźniów obozu janowskiego, Niemcy zamordowali ponad 42 tys. Żydów w kilku obozach w dystrykcie lubelskim, a ponadto więźniów obozu pracy w Szebniach w dystrykcie krakowskim.
Pohl nie wyklucza ponadto, że decyzja o likwidacji ZALfJ mogła zapaść pod wypływem wiadomości o zdobyciu Żytomierza przez Armię Czerwoną. Inni autorzy przypuszczali, że Niemcom mogły być znane plany buntu przygotowywane przez obozową konspirację, stąd podjęli działania wyprzedzające.
Około 25–26 października ponad tysiąc więźniów zabrano w rejon Lesienic i tam rozstrzelano. 12 listopada wszystkich Żydów mieszkających dotychczas na terenie DAW przeniesiono do ZALfJ.
O poranku 19 listopada 1943 roku obóz janowski został otoczony przez znaczną liczbę funkcjonariuszy Ordnungspolizei, którym towarzyszyła kompania ochotników z Kaukazu, dowodzona przez oficerów Sicherheitspolizei. Niektórzy Żydzi, przeczuwając zamiary Niemców, usiłowali wydostać się z obozu. Niewielka ich liczba zdołała pod ogniem esesmanów przedrzeć się przez ogrodzenie z drutu kolczastego i uciec do pobliskiego lasu. Inni podjęli walkę z bronią w ręku. Dysponujący przewagą ognia oprawcy szybko zdusili jednak wszelki opór. Blisko 3 tys. więźniów spędzono na plac apelowy, skąd następnie zabierano ich grupami na Piaski i tam rozstrzeliwano. Ten sam los spotkał blisko 2 tys. Żydów, których sprowadzono na Janowską z komand zewnętrznych pracujących na terenie Lwowa, w tym przede wszystkim z warsztatów Ostbahn.

## Podobóz Majdanka
Po likwidacji żydowskich więźniów obóz był przez ponad miesiąc nieczynny.
13 stycznia 1944 roku, decyzją Głównego Urzędu Gospodarczo-Administracyjnego SS (SS-WVHA), obóz janowski został przekształcony w podobóz obozu koncentracyjnego KL Lublin na Majdanku. Podjęto także działania, aby wznowić produkcję w nieczynnych od 19 listopada warsztatach DAW. W tym celu sprowadzono na Janowską około 250 więźniów z obozów koncentracyjnych w Dachau, Buchenwaldzie i Sachsenhausen.
W kolejnych miesiącach liczba więźniów nie przekraczała 2 tys., a wiosną 1944 roku prawdopodobnie spadła poniżej tysiąca. Więźniami byli odtąd przede wszystkim Polacy, Ukraińcy i volksdeutsche, zazwyczaj zatrzymani pod zarzutami kryminalnymi. W obozie przetrzymywano także około 100 Żydów. Były to osoby, które schwytano, gdy ukrywały się po „aryjskiej stronie”, bądź które na skutek fizycznego lub psychicznego wyczerpania dobrowolnie zgłosiły się do obozu. Żydzi pracowali w obozie jako krawcy, szewcy, farbiarze, elektrycy, ogrodnicy lub pracze. Miejscowe władze niemieckie tolerowały ich obecność ze względu na dotkliwe braki siły roboczej.
W nocy z 20 na 21 kwietnia 1944 roku obóz został zbombardowany przez sowieckie lotnictwo. Korzystając z powstałego chaosu pewna liczba więźniów, w tym 15 Żydów, zbiegła z obozu.
Latem 1944 roku, w związku z postępami sowieckiej ofensywy, obóz został zlikwidowany. Część źródeł datuje jego ewakuację na czerwiec. Thomas Sandkühler i Dieter Pohl wskazują natomiast odpowiednio daty 19 lub 20 lipca. Podczas ostatniego apelu żydowskich więźniów zapytano, czy chcą zostać ewakuowani na zachód. Jedna kobieta poprosiła, by pozostawić ją w obozie, gdyż nie jest w stanie maszerować ze względu na opuchnięte nogi. Natychmiast odprowadzono ją na bok i zastrzelono.
Pozostałych więźniów zabrano wagonami towarowymi do Przemyśla. Tam zmieniono im odzież, zabraniając jednocześnie więźniom pochodzenia żydowskiego przyznawania się komukolwiek do swej narodowości. Następnie więźniowie zostali wywiezieni do obozu pracy w Grybowie koło Nowego Sącza. Pracowali tam przez kilka tygodni przy budowie fortyfikacji. W połowie września 1944 roku zostali przeniesieni do obozu koncentracyjnego w Płaszowie. Stamtąd po pewnym czasie ewakuowano ich przez KL Auschwitz i KL Groß-Rosen do obozu koncentracyjnego Mauthausen-Gusen. Tylko nieliczni zdołali doczekać wyzwolenia. Wśród ocalałych był późniejszy „łowca nazistów” Szymon Wiesenthal.

## Ofiary

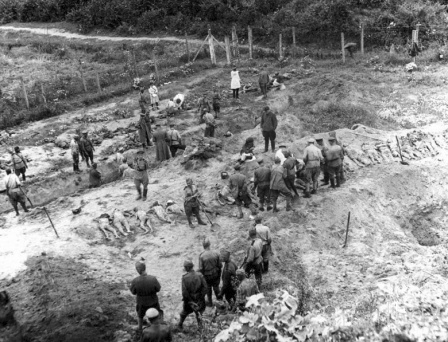
Prace ekshumacyjne prowadzone przez sowiecką komisję śledczą na terenie obozu janowskiego

Obóz janowski był największym niemieckim nazistowskim obozem, który w okresie II wojny światowej funkcjonował na terytorium Ukrainy w jej obecnych granicach. Pod wieloma względami odgrywał kluczową rolę w procesie Zagłady Żydów w dystrykcie Galicja.
Sowiecka komisja ds. zbrodni wojennych, która po wyparciu Niemców ze Lwowa zbierała dowody zbrodni wojennych, oszacowała, że przez obóz janowski przeszło od 300 do 400 tys. Żydów. Liczbę ofiar zamordowanych w obozie i w jego bezpośrednim sąsiedztwie oszacowała natomiast na co najmniej 200 tys. Zapewne są to jednak liczby znacznie zawyżone.
Filip Friedman również szacował, że przez obóz janowski przeszło od 300 do 400 tys. Żydów, spośród których większość wywieziono następnie do obozów zagłady w Bełżcu i Sobiborze.
Encyclopedia of Camps and Ghettos podaje, że przez obóz janowski przeszło minimum 50 tys., a bardziej prawdopodobne, że około 100–120 tys. osób. Byli to w zdecydowanej większości Żydzi, spośród których niemal wszyscy ponieśli śmierć. Niektórzy zmarli lub zostali zamordowani bezpośrednio na terenie obozu, innych rozstrzelano na Piaskach.
Waitman Wade Beorn szacuje, że przez obóz mogło przejść nawet do 200 tys. Żydów, spośród których znaczną liczbę wywieziono do Bełżca i Sobiboru. Liczbę ofiar, które zamordowano na terenie obozu oraz na pobliskich Piaskach, szacuje natomiast – w ślad za Thomasem Sandkühlerem – na około 80 tys. Nie wyklucza jednak, że mogła być wyższa. Według Martina Winstone’a liczba ofiar obozu janowskiego prawdopodobnie była wyższa od liczby ofiar Majdanka (szacowanej obecnie na ok. 80 tys.).
Inni historycy liczbę ofiar zamordowanych w obozie i na Piaskach szacują na około 35–40 tys.

## Upamiętnienie i odniesienia w kulturze

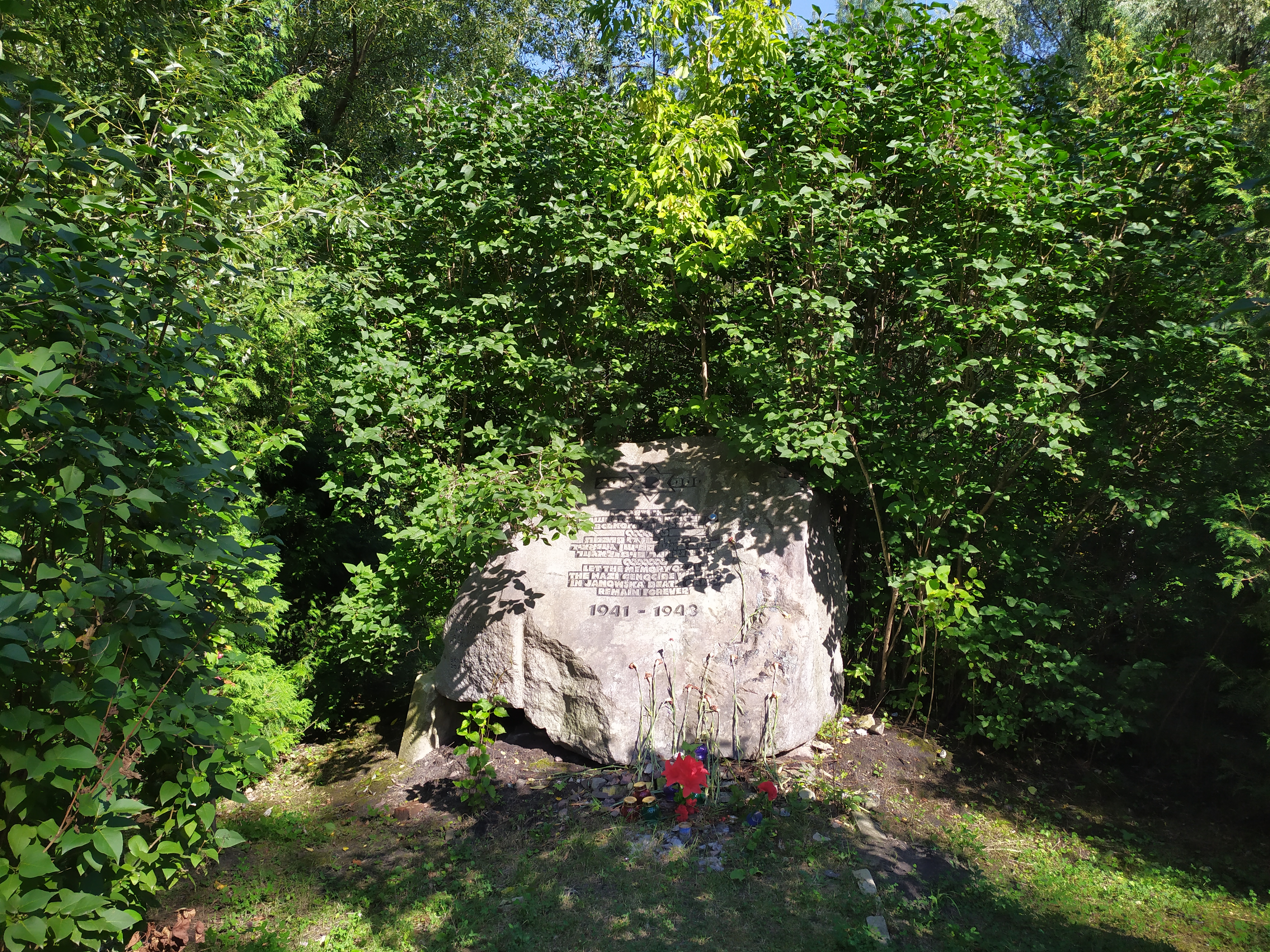
Głaz z inskrypcją upamiętniający ofiary obozu janowskiego. Lwów, ul. Emiliana Kowcza

W latach 90. XX wieku z inicjatywy byłego więźnia ZALfJ Aleksandra Schwarza powołano fundację „Obóz Janowski”, której celem było upamiętnienie obozu i jego ofiar.
W listopadzie 2003 roku, przy okazji międzynarodowej konferencji, którą zorganizowano na Politechnice Lwowskiej w związku z 60. rocznicą wymordowania więźniów ZALfJ, odsłonięto we Lwowie niewielki pomnik ku czci ofiar obozu janowskiego. Ma formę pamiątkowego głazu i znajduje się w pobliżu miejsca, w którym stała brama obozowa.
Prawdopodobnie na obozie janowskim jest wzorowany obóz zagłady, którego opis Stanisław Lem wplótł w fabułę swojej powieści Eden z 1959 roku.
Obóz janowski został ukazany w filmie wojennym W ciemności z 2011 roku (reż. Agnieszka Holland).

## Losy sprawców
Fritz Katzmann – główny organizator „ostatecznego rozwiązania” w dystrykcie Galicja, sprawujący formalny nadzór nad obozem janowskim – po klęsce III Rzeszy uniknął schwytania przez aliantów. Do śmierci w 1957 roku ukrywał się pod fałszywym nazwiskiem w Republice Federalnej Niemiec (RFN).
Gustav Willhaus, pierwszy komendant ZALfJ, w 1943 roku zgłosił się ochotniczo na front. Otrzymał przydział do 13 Dywizji Górskiej SS „Handschar”. Poległ w 1945 roku.
Friedrich Warzok, drugi komendant obozu janowskiego, został po wojnie uznany za zmarłego. Według niepotwierdzonych informacji zbiegł w 1947 roku do Egiptu, gdzie miał ukrywać się przez resztę życia.
Fritz Gebauer, kierownik lwowskiej filii DAW, zamieszkał po wojnie w Niemieckiej Republice Demokratycznej. Z powodzeniem rozwijał karierę w szeregach komunistycznej SED. W 1960 roku był nawet kandydatem do objęcia stanowiska sekretarza komitetu miejskiego SED w Dessau. Zdecydował się jednak wtedy uciec na Zachód, gdyż obawiał się, że po objęciu eksponowanego stanowiska jego nazistowska przeszłość może wyjść na jaw. W RFN zatrudnił się w zakładach Siemensa. Został jednak rozpoznany i postawiony w stan oskarżenia w związku ze zbrodniami, które popełnił w okupowanej Polsce. W czerwcu 1971 roku sąd krajowy w Saarbrücken skazał go na karę dożywotniego pozbawienia wolności.
Richard Rokita, słynący z okrucieństwa zastępca komendanta ZALfJ, przez wiele lat ukrywał się w RFN pod fałszywym nazwiskiem. W 1960 roku został aresztowany. Prowadzone przeciw niemu postępowanie przedłużało się i ostatecznie zostało umorzone w 1968 roku, gdyż uznano, że podejrzany nie będzie zdolny do udziału w procesie. Rokita zmarł w 1976 roku.
Adolf Kolonko, drugi zastępca komendanta ZALfJ, został aresztowany w RFN w 1960 roku. W 1968 roku został skazany przez sąd krajowy w Stuttgarcie na karę 7 lat więzienia.
Walter Schallock, dowódca Sonderkommando 1005, został skazany w 1948 roku przez sąd w Danii na karę trzech lat więzienia. Po wyjściu na wolność zamieszkał w RFN. W 1961 roku został aresztowany, lecz prowadzone przeciw niemu postępowanie umorzono, gdyż został uznany za niezdolnego do udziału w procesie.
Johann Rauch, zastępca dowódcy Sonderkommando 1005, został po wojnie aresztowany, a następnie ekstradowany do Polski. W 1949 roku sąd w Krakowie skazał go na karę śmierci. Wyrok wykonano.
Karl Melchior, jeden z pracowników lwowskiej filii DAW, został w 1949 roku skazany przez sąd w Monachium na karę dożywotniego więzienia za zbrodnie popełnione na Żydach we Lwowie. W 1954 roku zdołał jednak doprowadzić do wznowienia postępowania. Został zwolniony z więzienia i odpowiadał z wolnej stopy. Jego drugi proces znacznie się przeciągnął i został umorzony po śmierci Melchiora w 1965 roku.